# Omnicom Group
Omnicom Group este a doua cea mai mare agenție de publicitate din lume, după cifra de afaceri, și face parte din grupul „Big 4” al celor mai mari companii de gen, celelalte companii fiind: WPP Group, Interpublic și Publicis. Omnicom Group a fost înființat în anul 1986 și deține companiile BBDO Worldwide, DDB Worldwide, DAS Group of Companies, Omnicom Media Group și TBWA Worldwide.
Cifra de afaceri în 2008: 13,4 miliarde USD
Venit net în 2008: 1 miliard USD